# Kaštel Štafilić
Kaštel Štafilić est un village de Croatie dépendant de la municipalité de Kaštela dans le comitat de Split-Dalmatie. En 2017 sa population était de 3 042 habitants.